# Jens Otto Kjær Hansen
Jens Otto Kjær Hansen (født 18. januar 1953 i Tønder) er en dansk journalist og erhvervsleder, der fra 1. august 2011 til 31. januar 2019 har været rektor for Danmarks Medie- og Journalisthøjskole.
Hansen blev uddannet journalist fra Danmarks Journalisthøjskole i 1976 og kom til Jyllands-Posten, hvor han først var reporter og fra 1979 redaktionschef. I 1978 vandt han Cavling-prisen for artikler om edb-sikkerhed. Fra 1984 til 1989 var han kommunikationschef for Jysk Teknologisk Institut og tog i 1989 bifag i filosofi fra Aarhus Universitet. I 1989 stiftede han Image Selskabet, som han var direktør for til 2002. Han gennemførte i 1994 en MBA fra Henley. I 2002 blev han medstifter af og partner i Pluss Leadership A/S. 
I 2003 kom han til Journalisthøjskolen, først som direktør  for Center for journalistisk kompetenceudvikling og fra 2008 som direktør og institutionschef. I 2011 fulgte han Anne-Marie Dohm som rektor. 
Fra 1995 til 2001 var han medlem af Jyllands-Postens bestyrelse og fra 1993 har han været Spaniens vicekonsul i Danmark. I 2012 blev han Ridder af Dannebrog.
Jens Otto Kjær Hansen er gift med ergoterapeut Elin Forbord Hansen, som han har fire voksne børn med. Parret bor i Aarhus.